# Wasserturm Favoriten
 (mai 2024).
Le château d'eau de Favoriten est un édifice du quartier viennois de Favoriten. Le bâtiment, représentatif du style de l'historicisme industriel se trouve au sommet de la colline du Wienerberg, et est visible de loin depuis le sud.

## Histoire
Le château d'eau, aujourd'hui classé monument historique, a été conçu par Franz Borkowitz et construit entre 1898 et 1899. La tour faisait partie d'un ensemble immobilier plus vaste et servait à approvisionner les zones supérieures des Xe et XIIe arrondissements de Vienne, pour lesquelles la pression du réservoir d'eau du Wienerberg situé immédiatement à côté était insuffisante.
À cette époque, Vienne connaissait une croissance démographique extrêmement forte et donc une consommation d'eau potable en constante augmentation.
Le château d'eau Favoriten a une hauteur totale de 67 mètres.
Le château d'eau n'est plus utilisé pour l'approvisionnement en eau depuis 1956. Une vaste rénovation générale du monument a eu lieu entre 1988 et 1990 pour un coût de 15 millions de schillings. L'intérieur de la tour est utilisé comme espace pour des expositions ou d'autres événements sur le thème de l'eau.

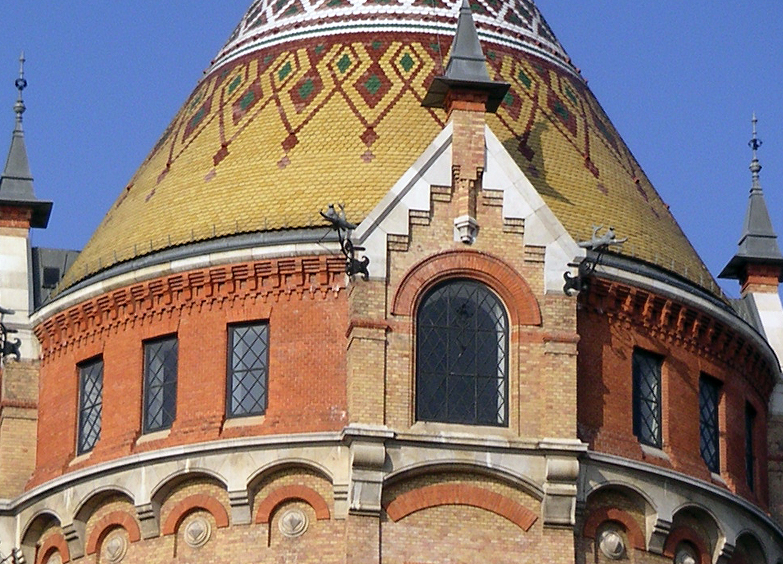
Détails de la façade
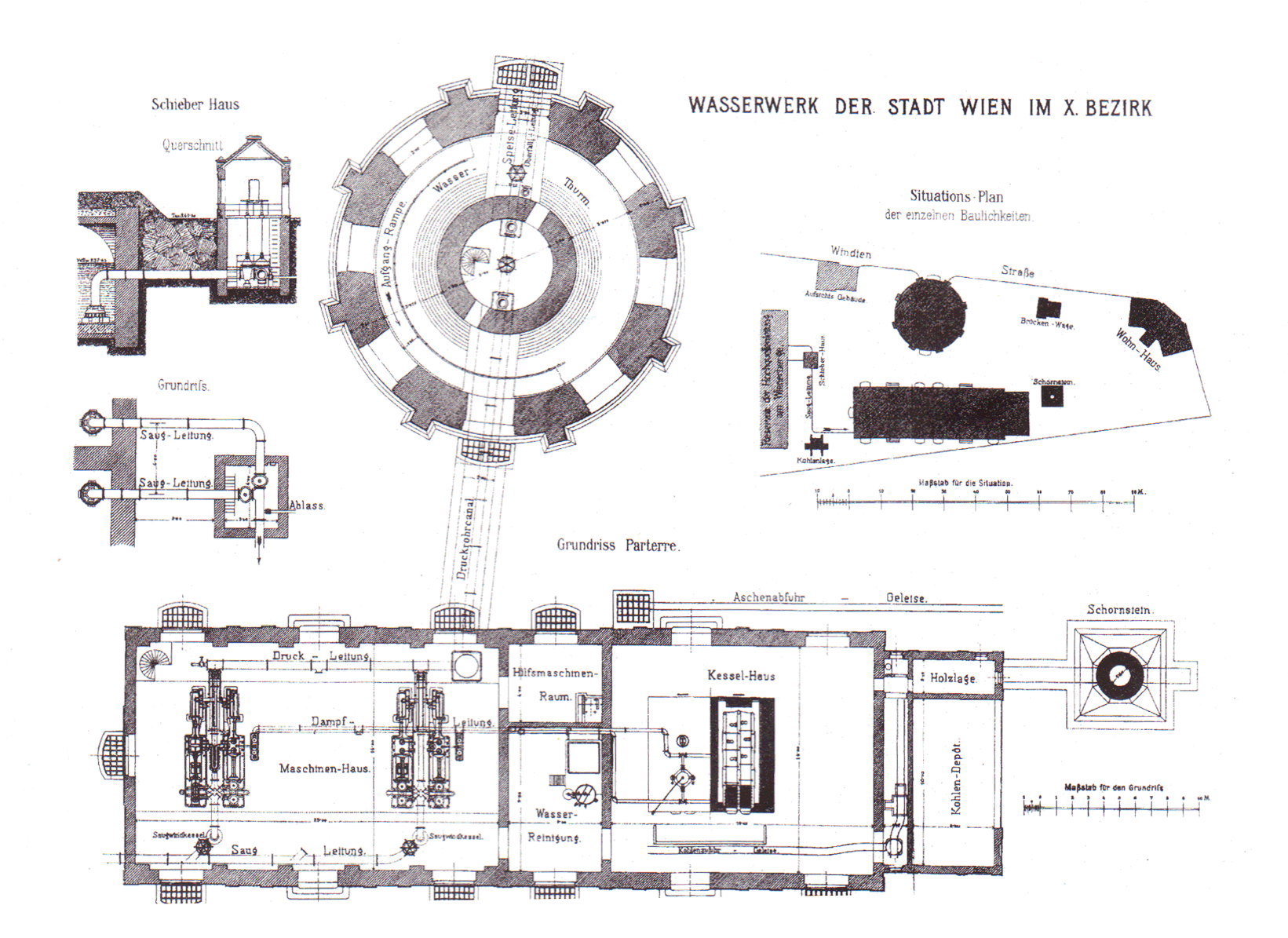
Plan historique de l'ensemble du système avec la salle des machines

## Liens web
- Château d'eau sur wien.gv.at et vidéo stadtUNknown : Château d'eau Favoriten, également de wien.gv.at, 2014
- Institut géologique fédéral : Château d'eau de Favoriten